# Metalamia
Metalamia is een kevergeslacht uit de familie van de boktorren (Cerambycidae). De wetenschappelijke naam van het geslacht werd voor het eerst geldig gepubliceerd in 1959 door Breuning.

## Soorten
Metalamia omvat de volgende soorten:
- Metalamia cuprea (Breuning, 1940)
- Metalamia obtusipennis (Bates, 1876)